# 449 до н. е.

## Події
- У Римі була повалена влада другої колегії децемвірів, яка відмовилася скласти обов'язки на початку нового року. Консулами були обрані Луцій Валерій Потіт та Марк Горацій Барбат.

### Астрономічні явища
- 27 січня. Кільцеподібне сонячне затемнення.[1]
- 23 липня. Кільцеподібне сонячне затемнення.[1]

## Померли
- Аппій Клавдій Красс Сабін Інрегіллен — політичний діяч Римської республіки, голова колегії децемвірів, консул 451 року до н. е.
- Віргінія — героїня давньоримської легенди.
- Кімон — давньогрецький полководець.
- Спурій Оппій Корніцен — політичний діяч Римської республіки.